# رابطه پنهانی (فیلم)
رابطه پنهانی فیلمی به کارگردانی جهانگیر جهانگیری، نویسندگی محمد آفریده و فرشید گوران، و تهیه‌کنندگی اکبر خطیبی ساخته سال ۱۳۷۱ است.

## خلاصه فیلم
حمید، سروان خلبان تیم اکروجت نیروهوایی، با ورود یکی از مخالفان جمهوری اسلامی، در سال ۱۳۵۸ به گروهی می‌پیوندند که قصد اجرای کودتای نوژه را دارند. اعضای گروه، چند خلبان، تکنسین، دکتر و تعدادی دیگر از مخالفان هستند. حمید که یک سال است با بدری دختردایی‌اش نامزد کرده، در اضطراب بسر می‌برد و نگران بمباران مردم طی کودتاست. اما همکار خلبانش به او وعده درجات بالاتر را می‌دهد، در حالی که حمید در آرزوی رفتن به سوئد، نزد برادرش است. با حمله ناموفق آمریکا به طبس، عجله عوامل کودتا بیشتر می‌شود. خانواده دایی بر تسریع ازدواج حمید و بدری تأکید دارند و حمید را زیرفشار گذاشته‌اند. سرانجام حمید با اصرار بدری، بر تردیدش نسبت به همکاری با کودتاچیان فائق می‌آید و خبر کودتا را به مسؤولان جمهوری اسلامی می‌دهد. حمید زندانی می‌شود، در حالی که عوامل کودتا در مکان‌های مختلف، طی زد و خوردهایی کشته یا دستگیر می‌شوند. حمید در زندان به بدری قول می‌دهد که این بار پس از آزادی، حتماً با او ازدواج خواهد کرد. بدری نیز خبر نامه برادر حمید را می‌دهد که قرار است به ایران بیاید و در کشور ماندگار شود. برادر بدری که در سپاه پاسداران فعالیت دارد و مقابل کودتاچیان نیز نبرد کرده بود، وضعیت حمید را مساعد می‌خواند و به بدری امیدواری می‌دهد.

## بازیگران
- ابوالفضل پورعرب
- پرستو گلستانی
- شهلا ریاحی
- رضا کرم رضایی
- مجید میرزاییان
- منصور حیدری
- منوچهر حامدی
- اکبر خطیبی
- داریوش اسدزاده تیمسار
- علی اصغر گرمسیری
- مظفر سلطانی
- منوچهر افسری
- هوشنگ دیبائیان مهندس پرواز
- فاطمه طاهری
- فرزانه شقاقی
- زهرا چراغ وند
- فریبرز عنبرستانی
- محمد صحرایی
- شاپور بخشایی
- کتایون سیاف
- جعفر جهانگیری
- حمید دلشکیب
- رحمان مقدم درباری
- شهرام عجم
- محمود ایمان نژاد
- کاظم شیرین سخن
- قدرت اله قربانی
- یوسف قربانی
- میثم حیدری